# Козенюк, Валентин Григорьевич
Валентин Григорьевич Козенюк (1938—1997) — советский и российский скульптор. Профессор Санкт-Петербургской государственной художественно-промышленной академии. Жил и работал в Ленинграде (Санкт-Петербурге).

## Биография
Родился 23 апреля 1938 года в г. Уссурийске Приморского края. Происходил из казачьего рода.
Окончил Высшее художественно-промышленное училище имени В. И. Мухиной в Ленинграде.
Является автором памятников Александру Невскому в Санкт-Петербурге, г. Пушкине, пос. Усть-Ижора, памятника «Первопоселенец» (1980) в г. Пензе, скульптуры «Электроника» на здании завода «Светлана».

Скульптурная композиция «Первопоселенец» (Пенза, 1980)

Участвовал в создании Монумента воинской и трудовой славы (1975) в Пензе — центрального памятника Пензенской области, посвященного воинским и трудовым подвигам жителей и уроженцев данного региона в годы Великой Отечественной войны 1941—1945 годов.
Скончался 10 октября 1997 года. Похоронен на Кузьминском кладбище г. Пушкина.
Сын Григорий, член Союза художников.